# Spinocalanus angusticeps
Spinocalanus angusticeps är en kräftdjursart som beskrevs av Georg Ossian Sars 1920. Spinocalanus angusticeps ingår i släktet Spinocalanus och familjen Spinocalanidae. Inga underarter finns listade i Catalogue of Life.